# Ludovic Mary
Ludovic Mary, né le 3 juillet 1978  à Suresnes dans le département des Hauts-de-Seine, est un footballeur français. Il évolue au poste de défenseur du milieu des années 1990 au milieu des années 2000.
Formé au FC Nantes, il évolue ensuite au Red Star et aux Chamois niortais.

## Biographie
Ludovic Mary est international junior français (Juniors 2). Il dispute son premier match avec le FC Nantes en Division 1, le 11 mai 1996, à l'occasion d'une rencontre à domicile face au FC Metz, victoire un but à zéro. Il est alors âgé de 17 ans, 10 mois et 8 jours. C'est l'unique match en Division 1 de sa carrière. En raison d'une blessure au genou, et un rejet de sa greffe constaté quelques années plus tard.
Il termine sa carrière dans le club amateur de l'US Colomiers après un bref passage en 2009 au club guadeloupéen de La Gauloise de Basse-Terre.